# Oued Koriche
Oued Koriche (în arabă وادي قريش) este o comună din provincia Alger, Algeria.
Populația comunei este de 46.182 locuitori (2008).